# Terence Greaves
Terence Greaves (* 1933; † 27. Dezember 2009) war ein britischer Komponist und Musikpädagoge.
Nach der Schulzeit am Buxton College und dem Wehrdienst in der Royal Signals Staff Band studierte Greaves Musik am Keble College, Oxford. Anschließend lehrte er an der Birmingham School of Music und wurde dort Director of Studies. Zuletzt Dekan am Royal Northern College of Music in Manchester, ging Greaves zeitig in den Vorruhestand, um als freier Komponist, Begleiter, Dozent und Sachverständiger in Prüfungsfragen zu arbeiten. 
Kontakte zum City of Birmingham Symphony Orchestra, insbesondere dem Klarinettisten John Fuest, schlugen sich in einer Reihe von Kompositionen nieder, speziell für Holzbläser. Greaves schrieb jedoch auch Vokalmusik und Klavierkompositionen.